# Maria de Mecklenburg-Güstrow
Maria de Mecklenburg-Güstrow (en alemany Marie von Mecklenburg-Güstrow) va néixer a Gustrow (Alemanya) el 19 de juliol de 1659 i va morir a Strelitz el 16 de gener de 1701. Era una noble alemanya, filla del duc Gustau Adolf de Mecklenburg-Güstrow (1633-1695) i de la princesa Magdalena Sibil·la de Schleswig-Holstein-Gottorp (1631-1719).

## Matrimoni i fills
El 23 de setembre de 1684 es va casar a Güstrow amb Adolf Frederic II de Mecklenburg-Strelitz (1658-1708), fill del duc Adolf Frederic I (1588-1658) i de la seva segona dona Caterina de Brunsvic-Dannenberg (1616-1665). El matrimoni va tenir cinc fills: 
- Adolf Frederic III (1686-1752), casat amb Dorotea Sofia de Holstein-Plon (1692-1765).
- Magdalena (1689-1689)
- Maria (1690-1690)
- Elionor (1691-1691)
- Gustava Carolina (1694-1748), casada amb el duc Cristià Lluís II de Mecklenburg-Schwerin (1683-1756)